# Sitio de Tombuctú
El sitio de Tombuctú se desarrolla por la organización yihadista JNIM al haber impuesto un bloqueo completo a la ciudad de Tombuctú, Malí, desde el 8 de agosto de 2023. Desde el inicio del asedio, 33.000 personas han huido de la ciudad y sus alrededores a otras localidades cercanas, mientras que otras 1.000 han huido a Mauritania. Durante todo el asedio se han producido intensos bombardeos contra la ciudad. El bloqueo ha provocado escasez de alimentos y ayuda en la ciudad. El asedio comenzó después de la retirada de MINUSMA, la misión de las Naciones Unidas a Malí durante la guerra de Malí.

## Bloqueo
El 26 de agosto, un bombardeo perpetrado por yihadistas cerca del Banco de Solidaridad de Malí mató a un niño e hirió a otras cuatro personas, según un portavoz del ejército y una fuente del hospital. Cuatro días después, el 30 de agosto, el JNIM dijo que había bombardeado el aeropuerto militar de Tombuctú, que, según afirmaban, estaba siendo utilizado por mercenarios del Grupo Wagner. El 11 de septiembre, Sky Mali, la última aerolínea comercial que todavía volaba a Tombuctú, dijo que cesarían los vuelos a la ciudad debido al deterioro de la situación de seguridad. Se informó de disparos de proyectiles en el aeropuerto el día del anuncio. En un bombardeo del JNIM contra Tombuctú el 21 de septiembre, se dijo que dos personas murieron y cinco resultaron heridas. el número de muertos se actualizó a cinco muertos al día siguiente. El 27 de septiembre, el JNIM afirmó haber atacado una base militar maliense cerca de Tombuctú, inicialmente con un coche bomba, y luego se había apoderado de la base tras intensos combates. JNIM nunca especificó víctimas, ni FAMA confirmó pérdida alguna de la base.
Debido a la mediación de los jefes locales, los insurgentes acordaron brevemente permitir la entrada de camiones de comida a la ciudad, aunque esta decisión fue rápidamente revocada después de que alegaron que el Grupo Wagner y el ejército maliense estaban explotando esto para cometer atrocidades. A pesar del bloqueo, los lugareños siguieron celebrando un festival anual en diciembre de 2023 para promover la unidad y la resiliencia frente al asedio.